# Coro Coro
Coro Coro è un comune (municipio in spagnolo) della Bolivia nella provincia di Pacajes (dipartimento di La Paz) con 12.969 abitanti (dato 2010).

## Cantoni
Il comune è suddiviso in 10 cantoni (popolazione al 2001):
- Caquingora - 1.343 abitanti
- Coro Coro - 1.884 abitanti
- Jancko Marca Sirpa - 453 abitanti
- Jayuma Llallagua - 445 abitanti
- José Manuel Pando - 1.118 abitanti
- Muro Pilar Mejillones - 1.607 abitanti
- Porvenir de Quilloma - 766 abitanti
- Rosapata Huancarama - 390 abitanti
- Topohoco - 1.985 abitanti
- Villa Exaltación de Enequella - 1.820 abitanti